# Nicolas Jaeger
Pas d'image ? Cliquez ici
Nicolas Jaeger, né 20 octobre 1946 à Boulogne-Billancourt, et mort 28 avril 1980 au Lhotse, est un médecin, alpiniste et guide de haute montagne français. Il est l'auteur de plus d'une centaine d'ascensions en solitaire dans le massif du Mont-Blanc et dans les Andes, dont de nombreuses « premières solitaires ».
Le 15 octobre 1978, il fait partie des premiers Français à atteindre le sommet de l'Everest, avec Pierre Mazeaud et Jean Afanassieff accompagnés de l'Autrichien Kurt Diemberger, caméraman d'altitude.

## Biographie
Nicolas Jaeger, né 20 octobre 1946 à Boulogne-Billancourt, est le fils de la photographe Janine Niepce et du producteur de cinéma Claude Jaeger. Il est très proche de son grand-père Niepce, un des pionniers de l'aviation cofondateur de la société de Construction de machines volantes et de pièces détachées, avec qui il apprend par cœur des passages entiers d'albums des Aventures de Tintin, développant selon sa mère sa vocation d'aventurier[réf. souhaitée].  Il était marié et père de deux filles.
Il fait des études de médecine et pratique l'alpinisme : il devient médecin et, en 1975, sort major de sa promotion de guide de haute montagne.
Médecin et sportif, Nicolas Jaeger est également fumeur : les cigarettes l'accompagnent sur les plus hauts sommets, y compris l'Everest.
En 1977, Nicolas Jaeger est chef d'une expédition au Pérou au cours de laquelle il ouvre en solitaire de nouvelles voies sur plusieurs sommets de plus de 6 000 mètres. Il retourne en 1978 au Pérou pour une expédition ultra-légère qui lui permet à nouveau de réaliser des premières ascensions en solitaire.
La même année, Nicolas Jaeger participe à la première ascension de l'Everest par une expédition française dirigée par Pierre Mazeaud, avec Jean Afanassieff et Kurt Diemberger. Il atteint le sommet le 15 octobre avec Afanassieff et ils sont les premiers à redescendre un sommet de 8 000 mètres d'altitude à ski. Cette expédition lourde, avec ses nombreux  porteurs, des bouteilles d'oxygène, des camps d'altitude, ne correspond pas au style d'alpinisme que pratique Nicolas Jaeger, un alpinisme léger, souvent en solitaire. Mais cette expédition est l'occasion pour lui de monter à l'Everest (montagne encore rarement gravie à l'époque), de bénéficier d'une exposition médiatique qui facilitera ses projets futurs et d'observer le comportement du corps humain à haute altitude.
L'année suivante, il part vivre seul du 27 juillet au 27 septembre 1979 à 6 700 mètres d'altitude au Pérou, sous le sommet du Huascarán, pour étudier sur lui-même la physiologie humaine en haute altitude. Il est à la recherche d'« une sorte de super-acclimatement » permis par des séjours prolongés en altitude. Il rédige quotidiennement le journal de son séjour, les Carnets de solitude, qu'il publiera à son retour. N'ayant pas souffert du mal des montagnes au cours de ce long séjour, il constate sa grande capacité d'acclimatation à l'altitude.
Fort de son expérience de l'altitude et de l'alpinisme en solo, il retourne en Himalaya en 1980 avec comme objectif l'ascension de la face sud du Lhotse, seul, sans oxygène, sans l'aide de porteurs. Le 28 avril 1980, Jaeger disparaît après avoir été vu pour la dernière fois à près de 8 200 mètres d'altitude.

## Ascensions solitaires (premières)
- 1972 - Arête Sans Nom à l'aiguille Verte
- 1972 - Éperon nord des Droites
- 1973 - Traversée nord-sud des aiguilles de Chamonix
- 1975 - Voie Bonatti-Gobbi au Grand Pilier d'Angle

## Ouvrages
- Carnets de solitude – 60 jours seul à 6 700 m d’altitude, Éditions Denoël, 1979.
- Les Andes du Pérou- Au cœur de la Cordillère Blanche, Denoël, 1979.